# Gütle (Dornbirn)

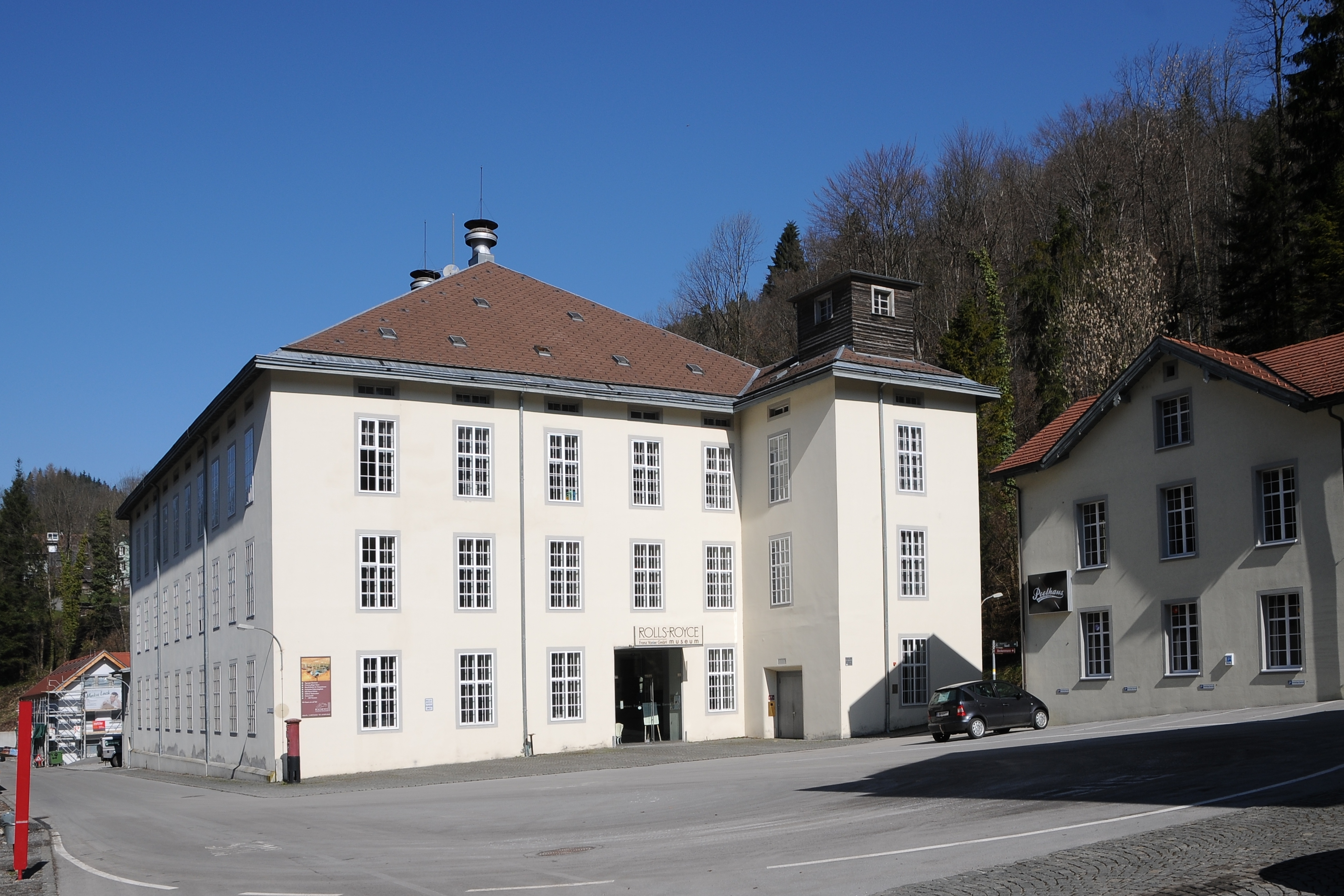
Zugang zum damaligen Rolls-Royce-Museum (2011).

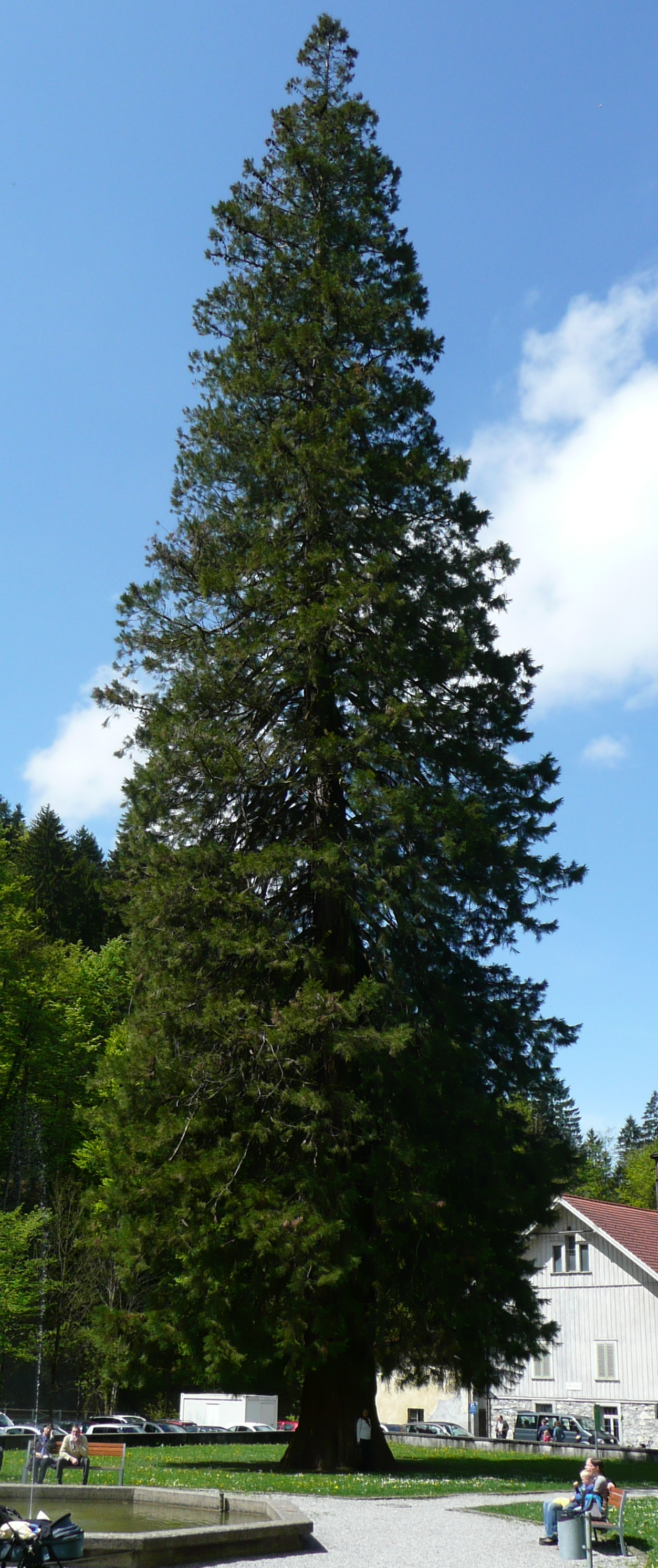
Mammutbaum, links vorne ein Teil des Beckens des Springbrunnens.

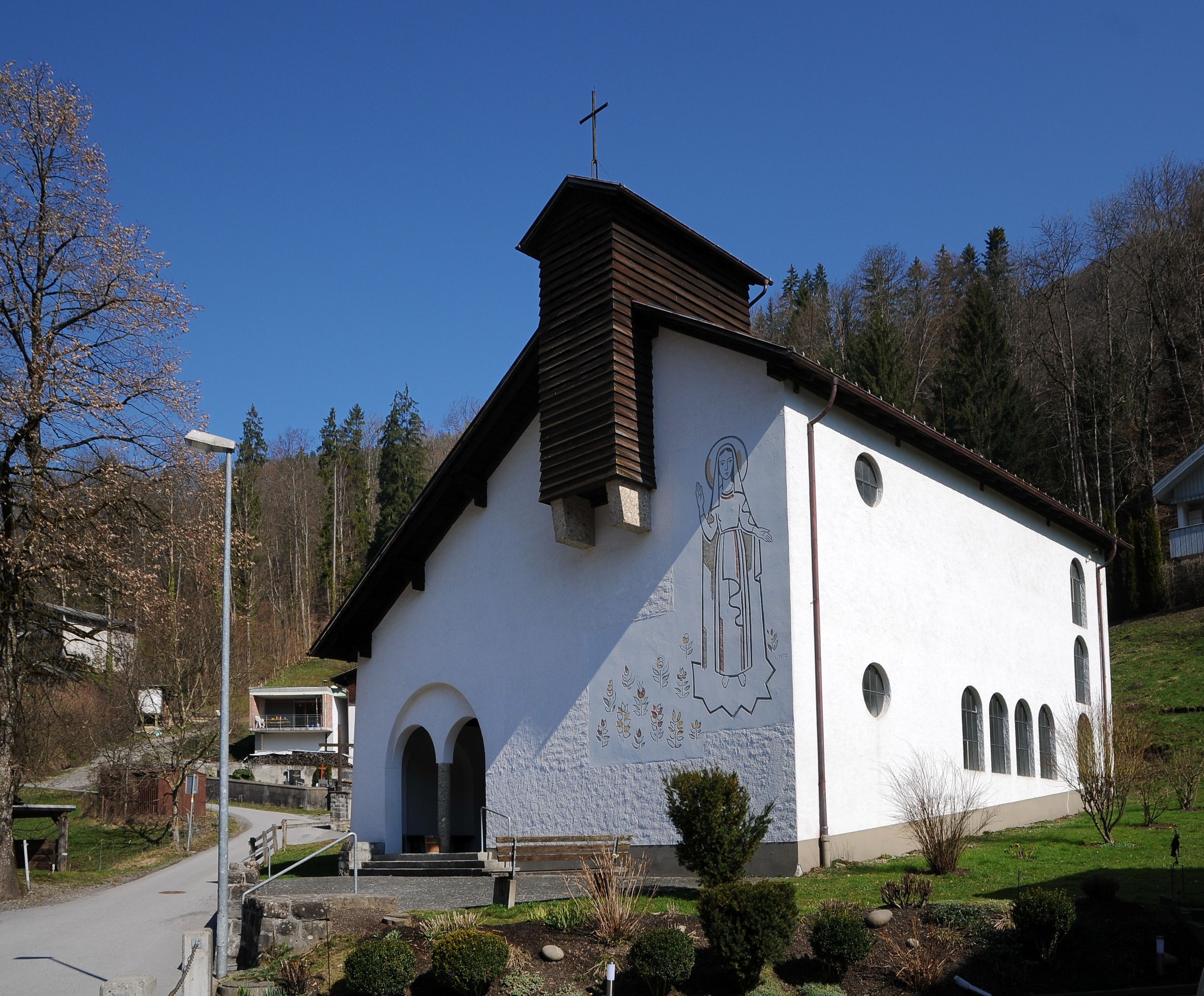
Fatimakapelle

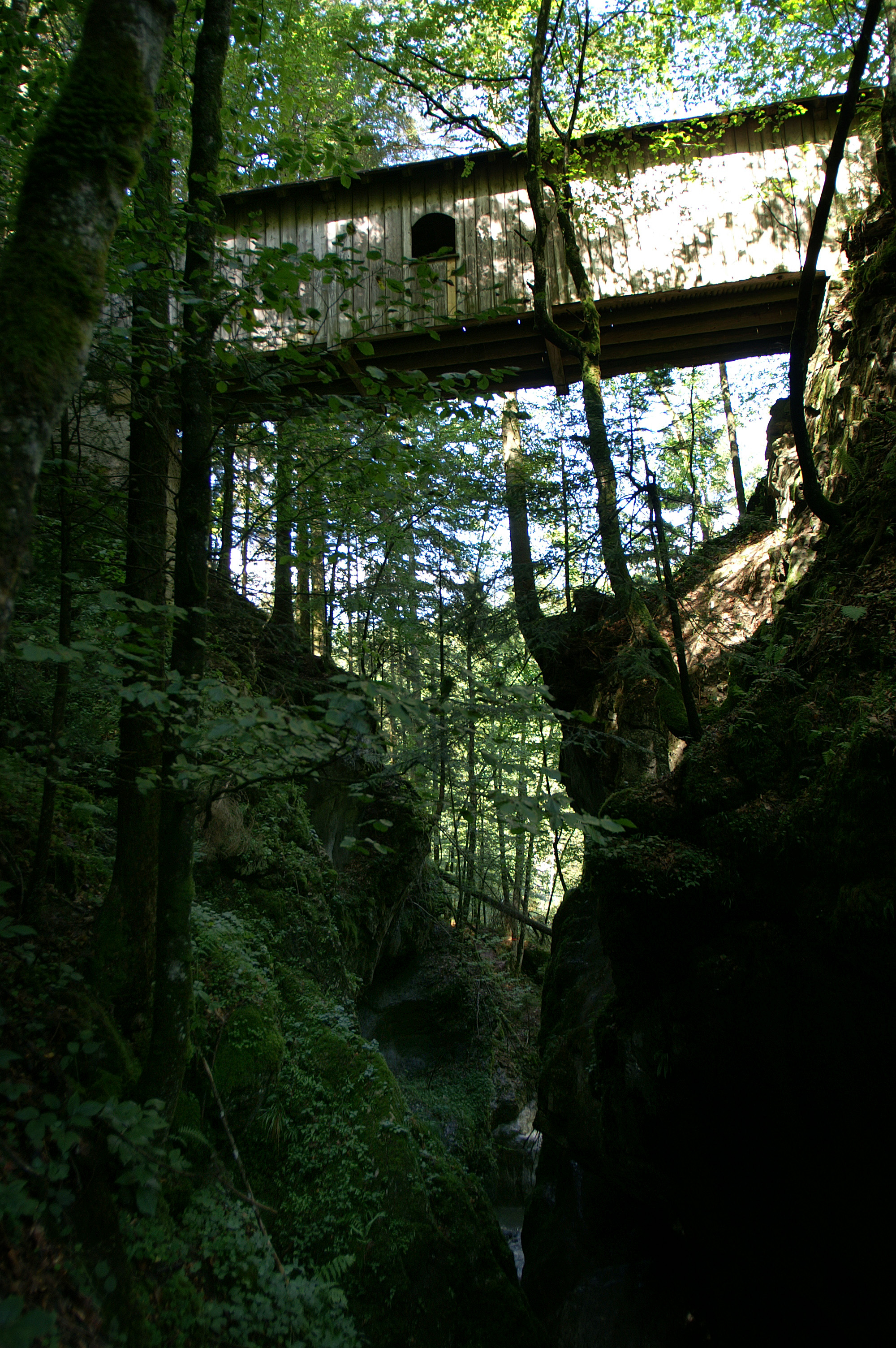
Amannbrücke (Beckenmann).

Das Gütle (auch Güetle, 505 m ü. A.) ist ein Ortsteil der Stadt Dornbirn in Vorarlberg (Österreich).
Vor der Zufahrt zum Gütle selbst zweigt die zwischen 1921 und 1927 errichtete Ebniterstraße in das ebenfalls zur Stadt Dornbirn gehörende Bergdorf Ebnit ab. Überregional bekannt wurde diese Straße und das Gütle, als am 10. Mai 2011 die etwa 700 Meter Luftlinie vom Gütle entfernt gelegene, 1951 errichtete, Rappenlochbrücke einstürzte.

## Namensherkunft
Gütle bezeichnet in der alemannischen Mundart einen kleinen Platz, ein kleines Gut. Der Name kommt in Vorarlberg in mehreren Orten vor, so z. B. auch in den Orten Alberschwende, Andelsbuch, Bezau, Egg, Hohenems, Mäder, in Sibratsgfäll, Viktorsberg oder in Weiler.
Das Gütle selbst wurde ursprünglich der Rotte Beckenmann zugeordnet und erst ab 1867 werden die Industriebauten als im „Gütle“ liegend bezeichnet.

## Topographie
Der Ortsteil liegt  im Ebniter Tal etwa 3,4 km Luftlinie vom Zentrum von Dornbirn entfernt und ist nur über eine Straße (die Gütlestraße) mit Fahrzeugen bzw. dem öffentlichen Verkehr (Bus) erreichbar.
Hinter dem Ortsteil Gütle vereinigt sich die Gunzenach/Kobelach mit der Ebniter Ach und fließt von dort talauswärts als Dornbirner Ach weiter. In der Nähe liegt auch der Zugang zur Rappenlochschlucht. Vor dem Ortsteil Gütle liegt die Rotte Salzmann und etwas oberhalb die Rotte Beckenmann, die topographisch mit dem Gütle eine Einheit bilden.

## Hydrologie
Es gibt im Bereich der Stadt Dornbirn starke regionale Unterschiede in der Niederschlagshäufigkeit und -intensität. Die Stadt Dornbirn weist einen durchschnittlichen Niederschlag von 1451 Millimetern im Jahr aus, im etwa 3,4 km Luftlinie entfernten Gütle beträgt der Niederschlag im selben Zeitraum 1896 Millimeter und im etwa 5 km Luftlinie vom Gütle entfernten Ebnit 2107 Millimeter/Jahr.

## Religion
Die Filialkirche zum Unbefleckten Herzen Mariä (Fatima-Kirche) im Gütle (1949/50 erbaut) wird von der Pfarre im Oberdorf (Kirche zum Hl. Sebastian) mitbetreut (siehe: Liste der Pfarren im Dekanat Dornbirn).
Über dem Altar befindet sich ein Gemälde aus gebranntem Ton von Martin Häusle, über diesem eine Statue von Jakob Summer (Fraxern).

## Tourismus
Seit dem Beginn des 20. Jahrhunderts ist das Gütle Ausgangs- und Zielpunkt für Wanderungen zum Rappenloch, dem Staufensee-Stausee, dem Alploch oder zur Ammannsbrücke sowie zu den umliegenden Bergen.
Die im 19. Jahrhundert errichtete industrielle Infrastruktur im Gütle wird seit etwa drei Jahrzehnte für touristische Zwecke genutzt. So befindet sich hier das Dornbirner Krippenmuseum und das Rolls-Royce-Museum. Der Gasthof Gütle stammt aus der Frühzeit der Industrialisierung des Tals, der Bau und die Inneneinrichtung sind weitgehend original erhalten.
Aktuell ist auch geplant, ein Textil-/Industriemuseum Dornbirn zu errichten, durch das die Technikgeschichte Dornbirns aufbereitet und dokumentiert werden soll. Als Standort wird diesbezüglich auch immer wieder das Gütle genannt.
Vor dem Arbeiterwohnheim inmitten des ehemaligen Industriegeländes ist ein Springbrunnen installiert, der 1869 an die neu errichtete Hochdruck-Wasserkraftanlage angeschlossen wurde. Dieser soll zu seiner Zeit mit einer Wasserfontäne von 57 m der höchste Springbrunnen Europas gewesen sein.
Der neben dem Springbrunnen, vermutlich im Auftrag von Victor Hämmerle, um die Wende zum 20. Jahrhundert gepflanzte Riesenmammutbaum mit über 55 m Höhe und 1,55 m Stammdurchmesser ist bis heute eine besondere Attraktion und ein Naturdenkmal und gleichzeitig der höchste Riesenmammutbaum in Österreich. Siehe auch: Liste der Naturdenkmäler im Bezirk Dornbirn.
In der Nähe, unter der Einmündung der Gunzenach/Kobelach, findet sich am rechten Ufer ein Granitblock („Habkerngranit“) mit groben roten Feldspatkristallen. Es soll sich dabei um den „ältesten Steinbrocken in Dornbirn“ handeln. Granite sind in Dornbirn und Umgebung ansonsten nicht anzufinden.

## Handwerk, Gewerbe, Industrie, Verkehr
Aufgrund des Wasserangebotes der Gunzenach/Kobelach bzw. der der Ebniter Ach/Dornbirner Ach entstanden bereits zuvor Sägewerke im Gütle/Beckenmann und fanden sich neben den wenigen Bauernhäuser auch Köhlereien. Später wurden von F. M. Hämmerle Industriebauten errichtet (ab 1862). Ein Großteil der Industriebauten besteht noch heute und es findet auch noch im Rahmen eines elektrischen Kleinkraftwerkes mit zwei Generatoren eine Nutzung der Wasserkraft statt. Für die Wetzsteinerzeugung in Schwarzach wurde in der Parzelle Salzmann zeitweise Wildflysch abgebaut und von dort nach Schwarzach gebracht, zermahlen und als Schleifmittel (Schleifsand, sog. Saluiersand) verwendet, um die Oberfläche der rohen Wetzsteine zu glätten (siehe: Wetzsteinerzeugung im Schwarzachtobel).

### Garnproduktion
Im Betrieb im Gütle spann Hämmerle bis 1898 Rohgarne. 1898 wurde die Buntspinnerei begonnen (maschinelles Spinnen von gefärbten Baumwollflocken). Der Betrieb der Spinnerei wurde am 26. Juli 1992 eingestellt.

### Mechanische Antriebe der Textil-Maschinen
Die Textilmaschinen wurden zuerst mechanisch über Transmissionen und Riemen angetrieben. Ab 1905 gab es im Gütle auch elektrische Antriebe.

#### Turbinen

##### Niederdruckturbine
1863/64 wurde eine Niederdruckturbine der Type „Waterwheel off 128 St. P.“ von North Moor Foundry Company (Oldham) installiert (Kosten 180 Pfund Sterling). Diese Turbine war für eine Fallhöhe von etwa 15,8 m (50 Fuß) und eine Umdrehungszahl von 200/min ausgelegt. Es war vermutlich ein Tangentialrad mit senkrechter Welle, das über sieben düsenartige Vorrichtungen angestrahlt wurde.
Die Wasserfassung der Niederdruckanlage wurde 1882 neu gebaut und kann in dieser Ausführung noch heute auf dem Weg in die Rappenlochschlucht besichtigt werden. Der Weg in die Rappenlochschlucht wurde im Zusammenhang mit dieser Wasserfassung öffentlich zugänglich gemacht.
1883 wurde die erste Turbine gegen eine Girard-Turbine von Rieter  aus Winterthur ersetzt. Bereits 1896 wurde diese Niederdruckturbine gegen eine Girard-Turbine (Leistung 250 PS, 184 kW) der Dornbirner Maschinenfabrik J. Jg. Rüsch OHG (heute Standort der Inatura) ausgetauscht.

##### Hochdruckturbine
1868/1869 wurde, weil mehr Energie für den Betrieb der Spinnmaschinen erforderlich war, eine sogenannte Hochdruckturbinenanlage parallel zur bestehenden Niederdruckturbinenanlage errichtet. Sie arbeitete mit einer Zuppinger-Turbine von Escher Wyss & Cie (Zürich). Die Zuppinger-Turbine ist eine von außen nach innen durchströmte teilbeaufschlagte Gleichdruckturbine. Die Kraftanlage mit einer für diese Zeit außergewöhnlichen Fallhöhe von 167 m und einer maximalen Leistung von 220 PS (162 kW) bei 300 bis 310/min. bedingte besondere konstruktive Vorkehrungen. Besondere Schwierigkeiten brachten die stark veränderlichen Wassermengen (36 bis 145 l/sek) und die im Wasser enthaltenen Schwemmstoffe mit sich.
1897 wurde das Turbinenhaus für die Hochdruckanlage verlagert an den heutigen Standort (Shedbau) und eine neue Pelton-Turbine von J. Jg. Rüsch OHG in Betrieb genommen. Die Pelton-Turbine wurde 1925 gegen eine Girard-Turbine von Rüsch mit 190 kW Leistung ausgewechselt, welche noch heute in Betrieb ist.

#### Dampfmaschinen

##### Compound-Dampfmaschine
Bereits 1865 wurde als Ergänzung eine horizontale Compound-Dampfmaschine mit zwei Dampfkesseln aufgestellt, die etwa 80 bis 90 PS (59 bis 66 kW) leistete. Die Dampfmaschine wurde von Escher Wyss & Cie um SFr 39.339,70 geliefert. Diese Dampfmaschine war bis 1907 in Betrieb.

##### Wolfsche Dampfmaschine
1907 wurde eine gebrauchte stationäre Dampfmaschine der Maschinenfabrik Buckau R. Wolf (Magdeburg-Buckau) aus einem Betrieb von Winder im Eulental ins Gütle verlegt. Diese Dampfmaschine hatte etwa eine Leistung von 120 PS (88 kW).

### Elektrische Energieerzeugung
Vermutlich um 1890 bestand eine elektrische Energiegewinnung mit zwei kleinen Gleichstrom-Generatoren mit 110–120 Volt im Gütle für den Betrieb und später die Wohnhäuser der Fa. Hämmerle. Die Gleichstromanlagen wurden erst 1958 auf Wechselstrom umgestellt.
1905 wurde der erste Drehstromgenerator (3 × 220-V-Netz) mit einer Leistung von 220 PS (162 kW) von BBC installiert, angetrieben von einer Niederdruck-Doppel-Spiral-Francis-Turbine mit 204 PS (150 kW). Die Textilmaschinen stellte Hämmerle jedoch erst viel später (nach dem Zweiten Weltkrieg) auf elektrische Einzelantriebe um. Vorher wurden Teile der bestehenden Transmissionen durch große Elektromotoren angetrieben.
Erst 1914 wurden die  elektrischen Anlagen Hämmerles im Gütle an das öffentliche Energienetz angebunden. 1922 wurde ein weiterer Drehstromgenerator mit 185 kW Leistung bei 3 × 220 Volt an der Hochdruckturbine angebaut.

### Sonstiges

#### Telefon
Otto Hämmerle ließ innerbetrieblich Telefonapparate bereits um 1880 installieren. Am 10. August 1881 wurde im Gütle das erste interurbane Telefon der Habsburgermonarchie von Franz Joseph I. feierlich eingeweiht. Dieses Betriebsfernsprechnetz der Fa. Hämmerle bildete auch den Kern des späteren öffentlichen Telefonnetzes in Dornbirn.

#### Lokalbahn Gütle
Im Zusammenhang mit dem Bau einer Lokalbahn im unteren Rheintal war auch eine Lokalbahn ins Gütle geplant (realisiert wurde lediglich die Straßenbahn Dornbirn–Lustenau). Von Hämmerle wurde hierzu eine Vorkonzession erworben und Trassierungsarbeiten für die Gütle Bahn durchgeführt, wegen mangelnder Rentabilitätsaussichten jedoch die Pläne nicht weiter umgesetzt.